# Siedlice (Pokój)

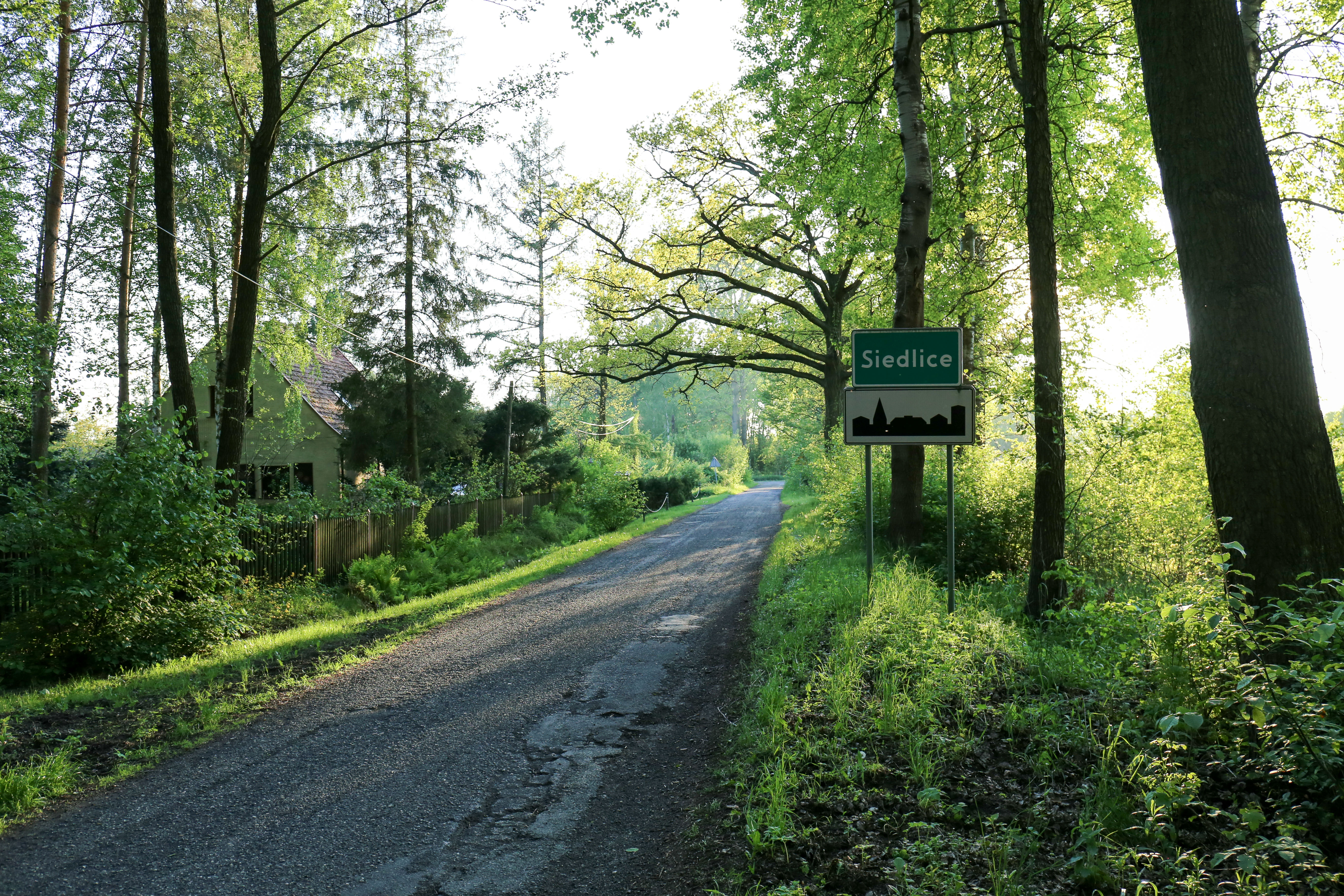
Ortseingang

Siedlice (deutsch Seidlitz) ist eine Ortschaft in Oberschlesien. Siedlice liegt in der Gemeinde Pokój im Powiat Namysłowski in der polnischen Woiwodschaft Opole.

## Geographie

### Geographische Lage
Siedlice liegt im nordwestlichen Teil Oberschlesiens. Siedlice liegt etwa acht Kilometer nordwestlich vom Gemeindesitz Pokój, etwa 22 Kilometer südlich der Kreisstadt Namysłów und 55 Kilometer nordwestlich von der Woiwodschaftshauptstadt Opole.
Das Dorf befindet sich innerhalb des Gebietes des Landschaftsschutzparks Stobrawski. Hierzu zählen ebenfalls die südlich und östlich gelegenen Waldgebiete. Nördlich des Dorfes fließt der Stobrawa (Stober).

### Nachbarorte
Nachbarorte von Siedlice sind im Westen Bąkowice (Bankwitz) und im Osten Krogulna (Krogullno-Gründorf).

## Geschichte
Das Dorf Seidlitz wurde 1772 als Kolonie im Zuge der Friderizianischen Kolonisation gegründet. Die Siedler wurden vorwiegend für die Waldarbeit eingesetzt.
1778 wurde in der Kolonie Seidlitz eine evangelische Schule gegründet.
Nach der Neuorganisation der Provinz Schlesien gehörte die Landgemeinde Seidlitz ab 1816 zum Landkreis Oppeln im Regierungsbezirk Oppeln. 1845 bestanden im Dorf eine evangelische Schule sowie weitere 25 Häuser. 1845 lebten in Seidlitz 193 Menschen, davon acht katholisch. 1874 wurde der Amtsbezirk Carlsruhe O.S. gegründet, zu dem Seidlitz eingegliedert wurde.
Bei der Volksabstimmung in Oberschlesien am 20. März 1921 stimmten in der Landgemeinde Seidlitz 195 Wahlberechtigte für einen Verbleib bei Deutschland und eine für Polen. Seidlitz verblieb beim Deutschen Reich. 1933 lebten 195, 1939 wiederum 201 Menschen in Seidlitz. Bis 1945 befand sich der Ort im Landkreis Oppeln.
Als Folge des Zweiten Weltkrieges kam der Ort 1945 an Polen, wurde in Siedlice umbenannt und der Woiwodschaft Schlesien angeschlossen. 1950 kam der Ort zur Woiwodschaft Opole. 1999 kam der Ort zum Powiat Namysłowski.